# Auguste Viquesnel

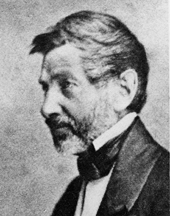
Auguste Viquesnel

Auguste Viquesnel (* 1803; † 11. Februar 1867) war ein französischer Reisender, Geograph, Meteorologe, Ethnograph und Geologe.
1843 wurde er Schatzmeister und 1858 Präsident der französischen geologischen Gesellschaft, deren Mitglied er seit 1833 war. Er ist vor allem für einen Reisebericht des europäischen Teils des Osmanischen Reiches bekannt (Thrakien, Makedonien, Thessalien, Epirus, Albanien), wohin er 1847/48 reiste. Der Bericht enthält auch geologische Informationen.
Viquesnel gründete 1850 die Société de météorologie de France.

## Schriften
- Voyage dans la Turquie d'Europe : description physique et géologique de la Thrace, 2 Bände, Paris: Bertrand 1868, mit Atlas (mit Biografie)
- mit F. H. Duchiński: Recherches historiques sur quelques points de l'histoire générale des peuples slaves et de leurs voisins les Turcs et Finnois, 1868